# Iulia Hasdeu

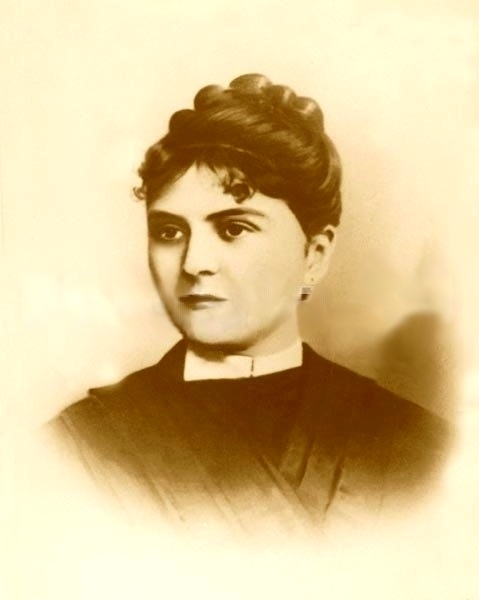
Iulia Hasdeu

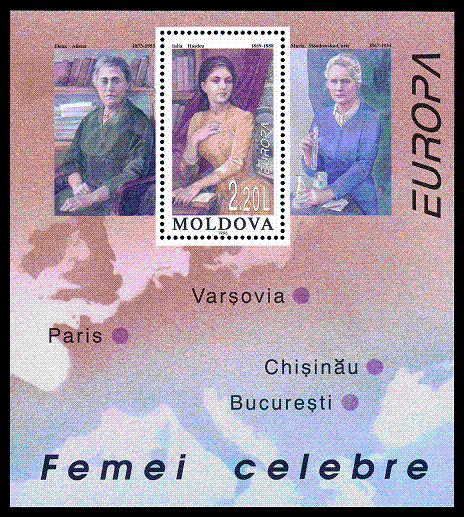
Briefmarke der Republik Moldau, 1996

Iulia Hasdeu (* 14. November 1869 in Bukarest; † 29. September 1888 ebenda) war eine rumänische Schriftstellerin und Dichterin. Sie war die erste Rumänin die an der Sorbonne studierte.

## Leben
Iulia Hasdeu wurde als Tochter des Politikers und Schriftstellers Bogdan Petriceicu Hasdeu und dessen Frau Iulia Faliciu in Bukarest geboren. Bereits in jungen Jahren zeigte sich ihr Talent, mit zweieinhalb Jahren lernte sie lesen, im Alter von acht Jahren sprach sie fließend Französisch, Deutsch und Englisch und hatte die vier ersten Schulklassen abgeschlossen. Mit elf Jahren schloss sie die das Colegiul Național „Sfântul Sava“ und ihre Studien am Bukarester Musikkonservatorium ab. Seit 1881 lebte sie in Paris, wo sie zunächst das Collège Sévigné besuchte, welches sie als Bakkalaurea abschloss. Im Jahr 1886 schrieb sie sich an der Sorbonne ein und besuchte Kurse an der École pratique des hautes études. Zwei Jahre später treten bei ihr die ersten Anzeichen von Tuberkulose auf, nach Behandlungen in Italien und der Schweiz kehrt sie im Sommer 1888 nach Bukarest zurück. Dort verstarb sie im September 1888. Ihr zu Ehren ließ ihr Vater in Câmpina mit dem „Castelul Iulia Hasdeu“ ein Schloss bauen, in dem ein Hasdeu-Museum eingerichtet wurde.
Mit Ausnahme einiger Gedichte, die während ihres Lebens und ohne Zustimmung der Autorin erschienen sind, erschienen ihre Werke posthum. Ihr erster Gedichtband, Bourgeons d'Avril, den sie 1887 schrieb, erschien zwei Jahre später unter dem Pseudonym Camille Armand im Band Oeuvres posthumes de Julie B.P. Hasdeu. Des Weiteren gab ihr Vater ihre Werke in zwei weiteren Teilen heraus, Chevaleries (Erzählungen) und Theatre.